# Jean Hingray
Jean Hingray,  né le 19 juillet 1986 à Nancy, est un homme politique français. Membre de l’Union des démocrates et indépendants (UDI) et des Centristes (LC), il est élu maire de Remiremont en 2016 et sénateur des Vosges en 2020.

## Biographie
Diplômé en droit et management public, il fonde en 2012 le Club démocratique des Vosges, qui a pour objectif de former des élus locaux.
En 2016, la liste divers droite-UDI qu’il conduit arrive en tête du second tour d’élections municipales partielles à Remiremont dans le cadre d'une triangulaire, 1,5 point devant la liste LR de l’ancien maire Jean-Paul Didier. Aux élections municipales de mars 2020, sa liste est seule en lice, ce qui lui permet d’obtenir un second mandat de maire ; dans la foulée, il est élu président de la communauté de communes de la Porte des Vosges Méridionales.
Candidat aux élections sénatoriales de septembre 2020, il devient le plus jeune sénateur des Vosges. Membre du groupe Union centriste (UC), il quitte la mairie de Remiremont en raison de la législation sur le non-cumul des mandats mais reste conseiller municipal. Il est élu secrétaire de la délégation sénatoriale aux entreprises.